# La Talaudière
La Talaudière ist eine französische Stadt mit 7103 Einwohnern (Stand: 1. Januar 2022) im Département Loire in der Region Auvergne-Rhône-Alpes südwestlich von Lyon. Die Gemeinde gehört zum Arrondissement Saint-Étienne und ist Teil des Kantons Sorbiers.

## Geografie
La Talaudière liegt etwa sechs Kilometer nordöstlich von Saint-Étienne. Durch den Ort fließt der Onzon. 
Umgeben wird La Talaudière von den Nachbargemeinden Sorbiers im Norden und Osten, Saint-Jean-Bonnefonds im Südosten, Saint-Étienne im Süden und Südwesten sowie La Tour-en-Jarez im Westen.

## Geschichte
Als kleiner Weiler wird der Ort erstmals 1378 erwähnt. Im Jahr 1872 wurde der Ort aus der Nachbargemeinde Sorbiers und aus Teilen der Gemeinde Saint-Jean-Bonnefonds und La Tour-en-Jarez zur eigenständigen Gemeinde herausgelöst. 
Im April 1982 gab eine 14-jährige Jugendliche namens Blandine an, dass ihr die Jungfrau Maria im Gemüsegarten des Hauses erschienen sei. Aus der Meldung wurde rasch ein Massenereignis mit tausenden eilig angereisten Pilgern. Diese drängten sich in dem Garten, in Erwartung weiterer Marienerscheinungen.

## Bevölkerungsentwicklung
| Jahr                       | 1962 | 1968 | 1975 | 1982 | 1990 | 1999 | 2006 | 2017 |
| -------------------------- | ---- | ---- | ---- | ---- | ---- | ---- | ---- | ---- |
| Einwohner                  | 4309 | 4808 | 5655 | 5577 | 5935 | 6700 | 6409 | 6860 |
| Quellen: Cassini und INSEE |      |      |      |      |      |      |      |      |

## Gemeindepartnerschaften
Partnerschaften unterhält La Talaudière mit den Gemeinden
- Sio, Mali
- Küssaberg, Baden-Württemberg, Deutschland